# Zimtsumpfhuhn
Das Zimtsumpfhuhn (Zapornia fusca, Syn.: Porzana fusca) ist eine Art der Rallen, die heute zu der Gattung Zapornia gezählt wird. Zuvor wurde sie der Gattung der Sumpfhühner (Porzana) zugerechnet. Es ist eine kleine, dunkle und kurzschwänzige Rallenart, die im Süden und Osten Asiens vorkommt.
Die Bestandssituation des Zimtsumpfhuhns wird mit ungefährdet (least concern) angegeben. Es werden mehrere Unterarten unterschieden.

## Erscheinungsbild

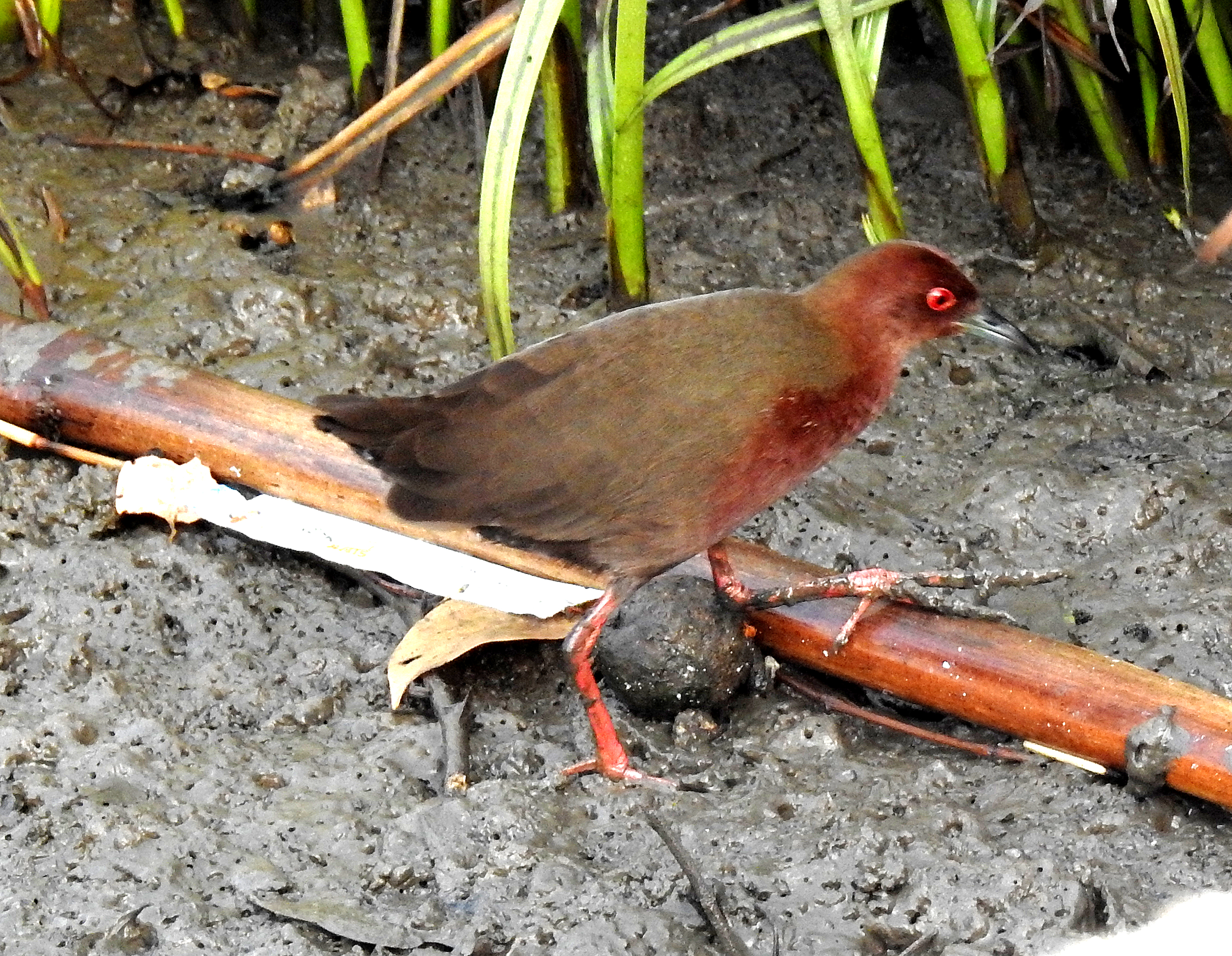
Zimtsumpfhuhn, Indien

Das Zimtsumpfhuhn erreicht eine Körperlänge von 21 bis 22 Zentimeter und wiegt durchschnittlich 60 Gramm. Es besteht kein auffälliger Geschlechtsdimorphismus, die Weibchen sind lediglich etwas heller und haben eine weißliche Kehle.
Die Stirn, der vordere Scheitel, der Überaugenstreif und die Kopfseiten sind rotbraun. Der hintere Scheitel, der Nacken, der hintere Hals und die übrige Körperoberseite sind dunkel olivfarben. Das Schwanzgefieder ist etwas dunkler. Das Kinn und die Mitte der Kehle sind weißlich. Die übrige Kehle, der Vorderhals, die Brust und der obere Bauch sind rotbraun. Der untere Bauch, die Schenkel und die Flanken sind dunkel olivfarben mit einer sehr feinen, unauffälligen weißlichen Querbänderung. Diese ist etwas ausgeprägter an den hinteren Flanken, dem Bürzel und den Unterschwanzdecken. Der Schnabel ist grünlich bis bräunlich grün. Die Spitze des Unterschnabels ist gelblich. Die Iris ist rot und von einem schmalen roten Orbitalring umgeben. Die Beine und die Füße sind orangerot bis ziegelrot.
Jungvögel sind etwas dunkler als die adulten Vögel. Der Überaugenstreif und die Gesichtsseiten sowie der Hals sind mattweiß. Auch die Kehle und das Kinn sind mattweiß. Die übrige Körperunterseite ist weiß und graubraun quergebändert. Die Iris ist braun.

## Verbreitungsgebiet
Das Verbreitungsgebiet des Zimtsumpfhuhnes erstreckt sich von Pakistan über Indien, Nepal und Sri Lanka bis nach Indonesien und dem Osten von China sowie Korea und Japan. In südlicher Richtung kommt diese Rallenart auf den Philippinen und der malaiischen Halbinsel bis nach Indonesien vor. Als Irrgast wurde das Zimtsumpfhuhn bereits auf der Weihnachtsinsel beobachtet.
Der Lebensraum des Zimtsumpfhuhns sind Feuchtgebiete in offenen Landschaften. Es kommt in Marschen, Sümpfen, Schilfgürteln, Reisfeldern sowie auf nassen Wiesen am Rande von Seen und Kanälen vor. Die Höhenverbreitung reicht von den Tiefebenen bis in die Vorgebirge des Himalayas, wo das Zimtsumpfhuhn noch auf 2000 Höhenmetern anzutreffen ist.
Der überwiegende Teil der Population sind Standvögel.

## Lebensweise
Das Zimtsumpfhuhn frisst Weichtiere, im und am Wasser lebende Insekten und ihre Larven, Samen und die Triebe von Marschpflanzen. Während der Nahrungssuche verlässt das Zimtsumpfhuhn die Deckung gewöhnlich nicht. Die Brutzeit fällt in Kaschmir und dem Nordwesten von Pakistan in den Zeitraum von Juni bis August. In Japan brütet die Art dagegen von März bis September.

## Systematik
Das Zimtsumpfhuhn wird noch häufig der Gattung der Sumpfhühner (Porzana) zugerechnet. In einer molekularbiologischen Studie von Slikas et al. aus dem Jahr 2002 wurden innerhalb der Sumpfhühner der Gattung Porzana jedoch mehrere Kladen sichtbar. Diesen Erkenntnissen folgte eine Aufteilung dieser Gattung und entsprechende nomenklatorische Maßnahmen. Diese sind noch nicht endgültig bestätigt, wurden jedoch mittlerweile in namhafte Monographien und Listen übernommen. Das Zimtsumpfhuhn wurde dabei der Gattung Zapornia zugeordnet.

## Unterarten
Bisher sind vier Unterarten bekannt:
- Zapornia fusca fusca (Linnaeus, 1766) kommt in Pakistan und dem Norden Indiens bis Malaysia, Indonesien und die Philippinen vor.
- Zapornia fusca zeylonica (Baker, ECS, 1927) ist im westlichen und südwestlichen Indien, sowie auf Sri Lanka verbreitet.
- Zapornia fusca phaeopyga Stejneger, 1887 kommt auf den Ryūkyū-Inseln vor.
- Zapornia fusca erythrothorax (Temminck & Schlegel, 1849) ist im südöstlichen Sibirien über den Nordosten Chinas, Koreas und Japan, sowie auf Taiwan verbreitet.